# COREtec Dôme
Der COREtec Dôme ist eine Mehrzweckhalle im belgischen Seebad Ostende, Provinz Westflandern.

## Geschichte
Die am 7. Januar 2006 eingeweihte Halle bietet maximal 4.779 Sitzplätze bei ausgefahrenen Tribünen und 3.901 Sitzplätze bei eingefahrenen Rängen. Sie ist seit 2007 die Heimstätte des belgischen Basketballclubs Filou Oostende. Daneben finden in der Arena regelmäßig Sportereignisse (z. B. Davis Cup, Holiday on Ice, Harlem Globetrotters), Konzerte oder Messen statt. Die Arena bietet außerdem eigene 1.509 Parkplätze.
Bis 2016 hieß die Halle Sleuyter Arena, nach dem Bauunternehmen Bouwgroep Sleuyter. Nach Ablauf des Sponsoringvertrags wurde die Versluys Bouwgroep neuer Namensgeber der Arena. Versluys war bis 2020 auch Namenssponsor des Fußballstadions der Stadt, der Versluys Arena (heute: Diaz Arena), das direkt neben der Halle liegt.
Im März 2022 erhielt die Halle den Namen COREtec Dôme, nach COREtec, einem Hersteller von Fußbodenbelag.